# Martin Prinz (Autor)
Martin Prinz (* 1973 in Wien) ist ein österreichischer Schriftsteller.

## Leben
Martin Prinz wuchs in Lilienfeld in Niederösterreich auf und studierte Theaterwissenschaft und Germanistik.

## Auszeichnungen
- 2000 Stipendiat des Berliner Kultursenats im Literarischen Colloquium
- Anerkennungspreis für Literatur des Landes Niederösterreich
- 2002 Autorenprämie des österreichischen Bundeskanzleramtes
- 2002 Förderungspreis für Literatur der Stadt Wien[2]
- 2010 Outstanding Artist Award für Literatur

## Werke
Sein Roman Der Räuber über den österreichischen Bankräuber Johann Kastenberger bildete die Vorlage für den 2010 erschienenen gleichnamigen Film, was Prinz eine Nominierung für den Österreichischen Filmpreis einbrachte.
- Der Räuber. Roman. Jung und Jung Verlag, Salzburg 2002, ISBN 3902144408.
- Alle Habseligkeiten. Eine kurze Geschichte. Farboffsetlithographien: Joseph Kühn. Edition Thurnhof, Horn 2002, ISBN 3900678626.
- Puppenstille. Inspektor Starek geht zu weit. Jung und Jung Verlag, Salzburg 2003, ISBN 3902144629.
- Ein Paar. Roman. Jung und Jung Verlag, Salzburg 2007, ISBN 3902497289.
- Über die Alpen. Von Triest nach Monaco – zu Fuß durch eine verschwindende Landschaft. C. Bertelsmann, München 2010, ISBN 9783570010532.
- Die letzte Prinzessin. Roman. Insel, Berlin 2016, ISBN 978-3-458-17683-1.
- Die unsichtbaren Seiten. Roman. Insel, Berlin 2018, ISBN 978-3-458-17740-1.
- Der Weg zurück: Eine Sporterzählung. gemeinsam mit Johannes Dürr, Insel, Berlin 2019, ISBN 978-3-458-76233-1.
- Die letzten Tage. Roman. Jung und Jung Verlag, Salzburg 2025, ISBN 978-3-99027-415-6.

Der Roman Der Räuber wurde in mehrere Sprachen übersetzt, darunter ins Englische (On the run, Ü: Mike Mitchell, Dedalus 2005), ins Tschechische (Lupič, Ü: Zuzana Augustová, Havran 2008) und ins Französische (L'envolée belle, Ü: Odile Vandermeersch, Éd. Absalon 2009).